# 長谷村 (兵庫県神崎郡)
長谷村（はせむら）は、兵庫県神崎郡にあった村。現在の神河町の北西部および朝来市の最南端部にあたる。

## 地理
- 山岳：夜鷹山、砥峰、千町ヶ峰、平石山
- 河川：市川、犬見川

## 歴史
- 1889年（明治22年）4月1日 - 町村制の施行により、神西郡長谷村・栗村・淵村・川上村・川尻村・栃原村の区域をもって発足。
- 1896年（明治29年）4月1日 - 所属郡が神崎郡に変更。
- 1955年（昭和30年）3月31日 - 寺前村と合併して大河内町が発足。同日長谷村廃止。
- 1957年（昭和32年）4月1日 - 大河内町のうち旧村域の一部（大字栃原・川尻）が朝来郡生野町に編入される。

## 交通

### 鉄道路線
- 日本国有鉄道
  - 播但線
    - 長谷駅